# Francisco Camps Ortiz

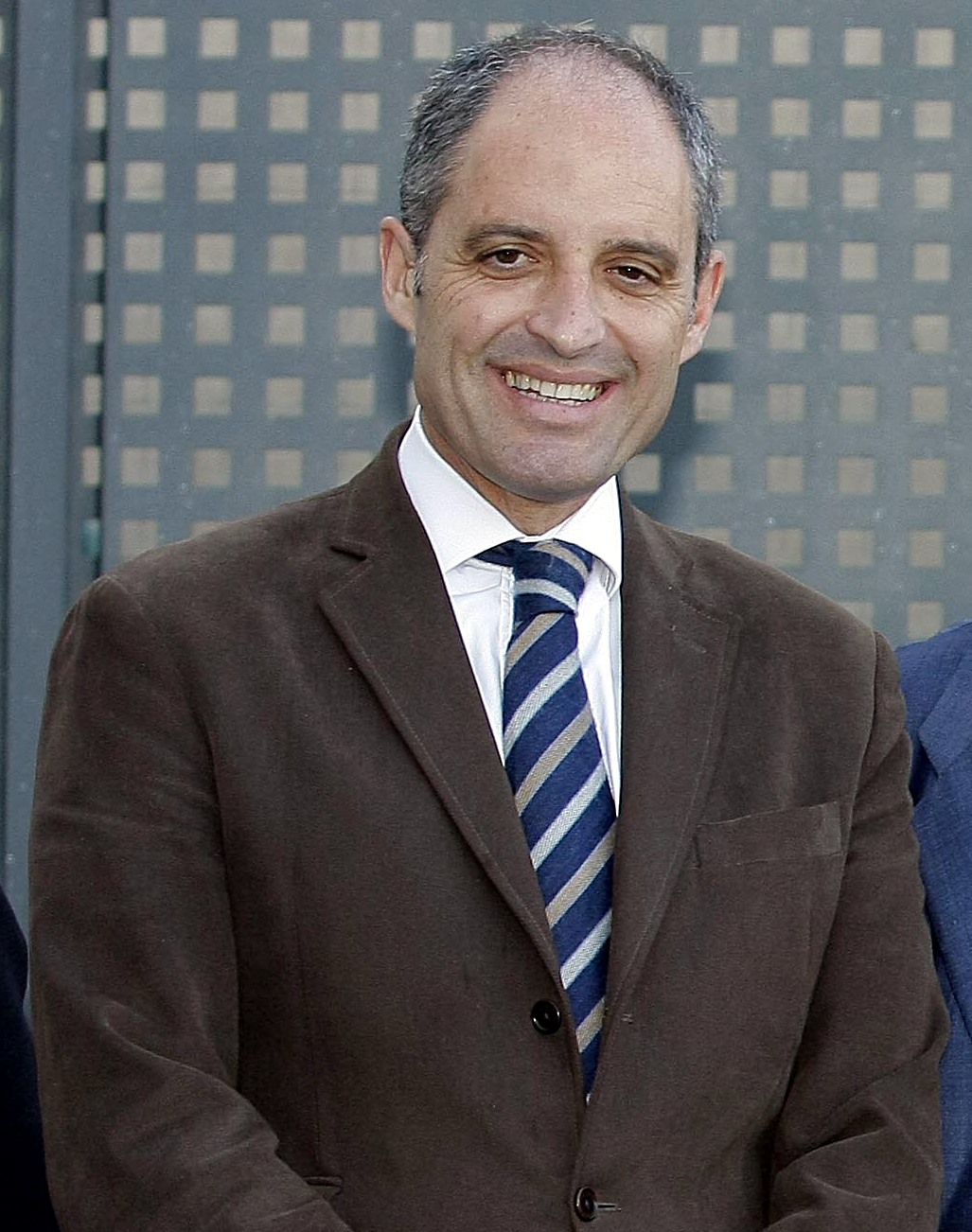
Camps in 2009

Francisco Enrique Camps Ortiz (Valencia, 28 augustus 1962) is een Spaans politicus van de conservatieve partij Partido Popular (PP). Francisco Camps was president van de regio Valencia tussen 2003 en 2011. Camps is in opspraak geraakt in de zaak-Gürtel, waarvoor hij in 2011 is afgetreden als president van Valencia, maar waarvoor hij in 2012 is vrijgesproken. 
- Biblioteca Nacional de España: XX1702397
- Gemeinsame Normdatei: 1067274014
- International Standard Name Identifier: 0000 0000 5941 0339
- Library of Congress Control Number: n2007014414
- Virtual International Authority File: 9293025
- WorldCat: E39PBJcr7HdCdcdDpCDvHdPYT3